# Hipparchia fidia
Hipparchia fidia — вид дневных бабочек семейства Бархатницы, вид рода Hipparchia.

## Описание
Размах крыльев 48-56 мм. Верхняя сторона крыльев тускло-коричневая, у самцов порой почти до черной. На переднем крыле с каждой стороны два глазчатых пятна, между которыми находятся две маленькие белые точки. Глазчатых пятна самок обычно с белыми «зрачками», у самцов они обычно отсутствуют. Нижняя сторона крыльев с ярким мраморным рисунком.

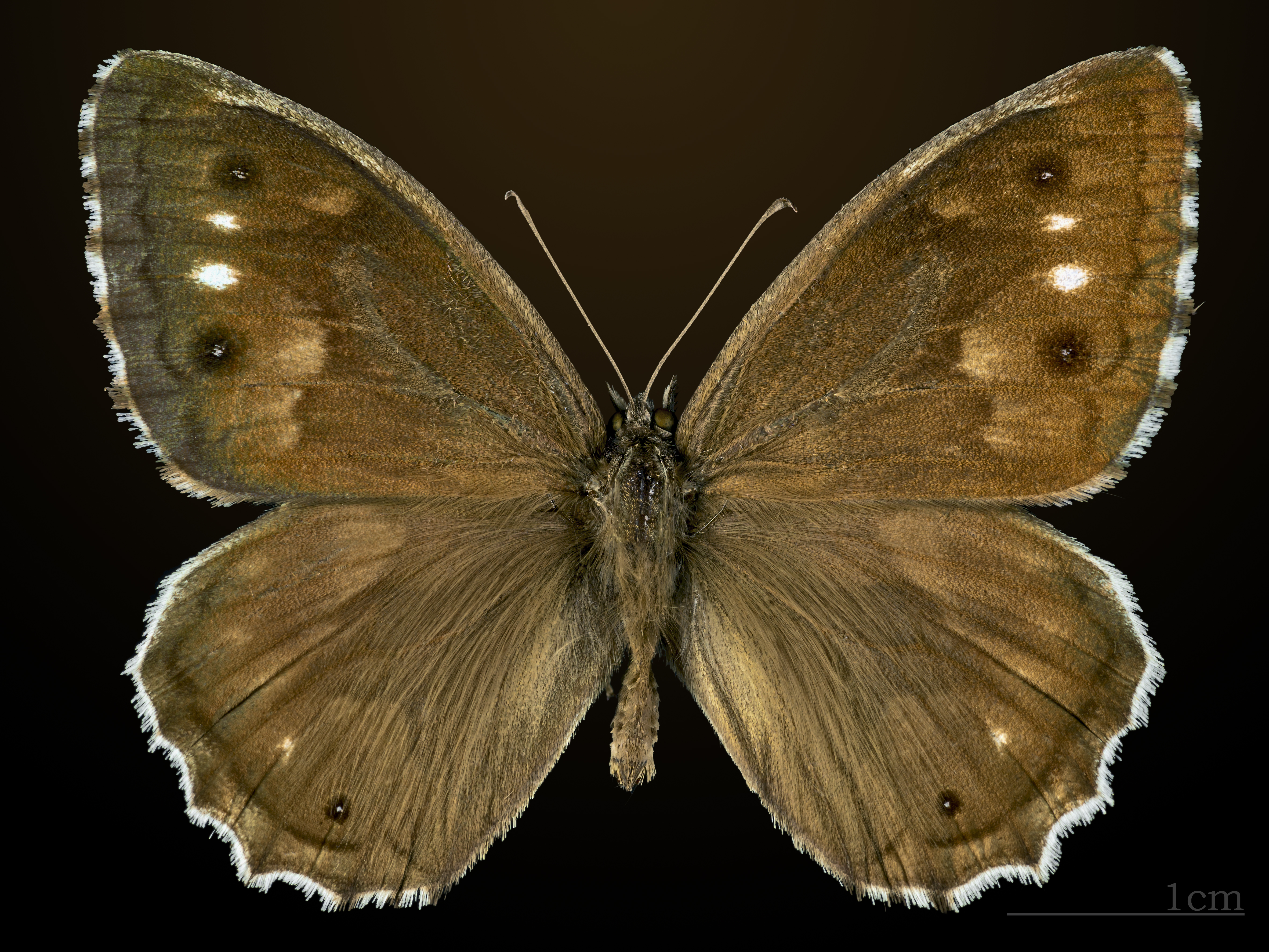
♂
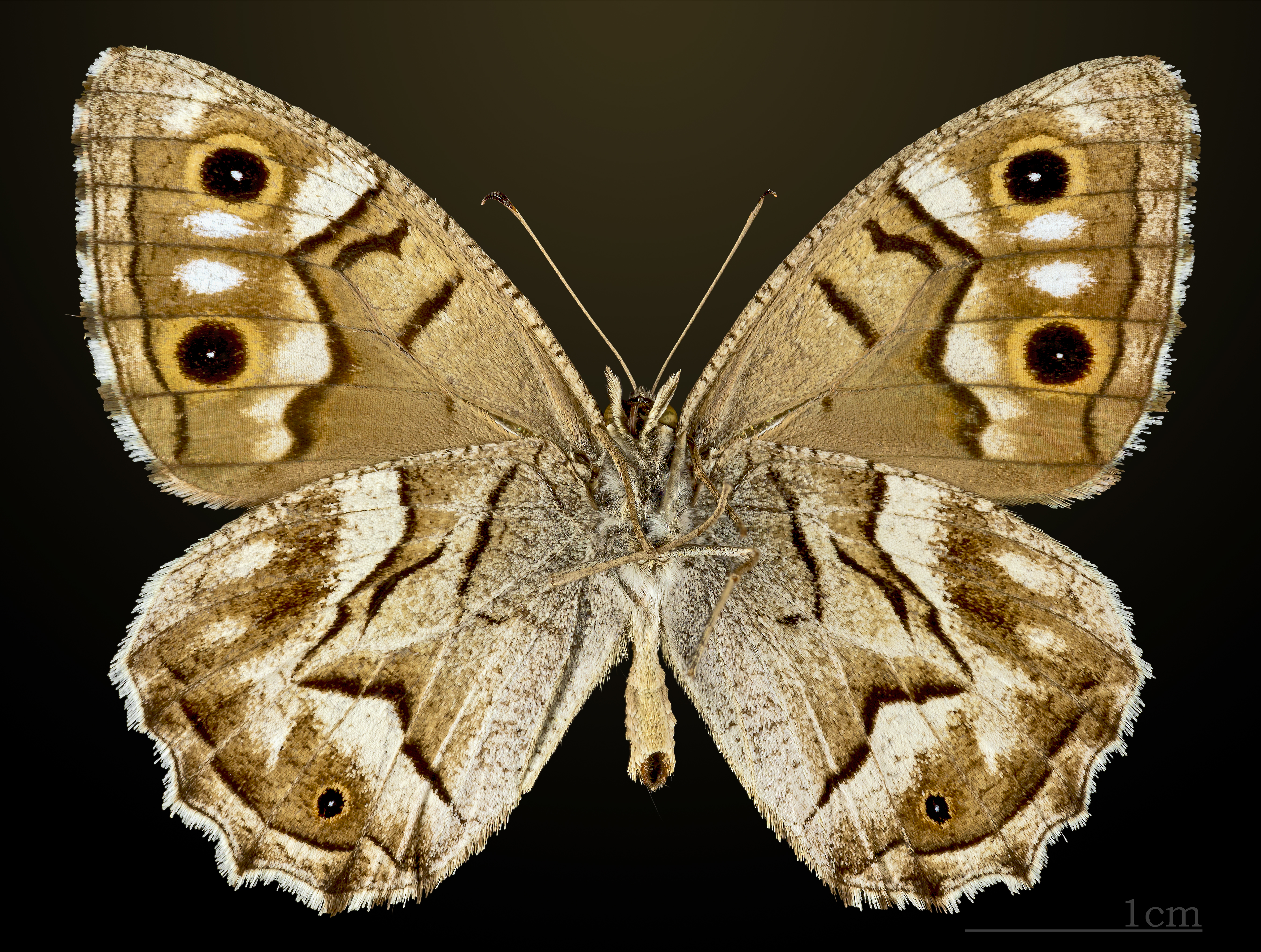
♂△
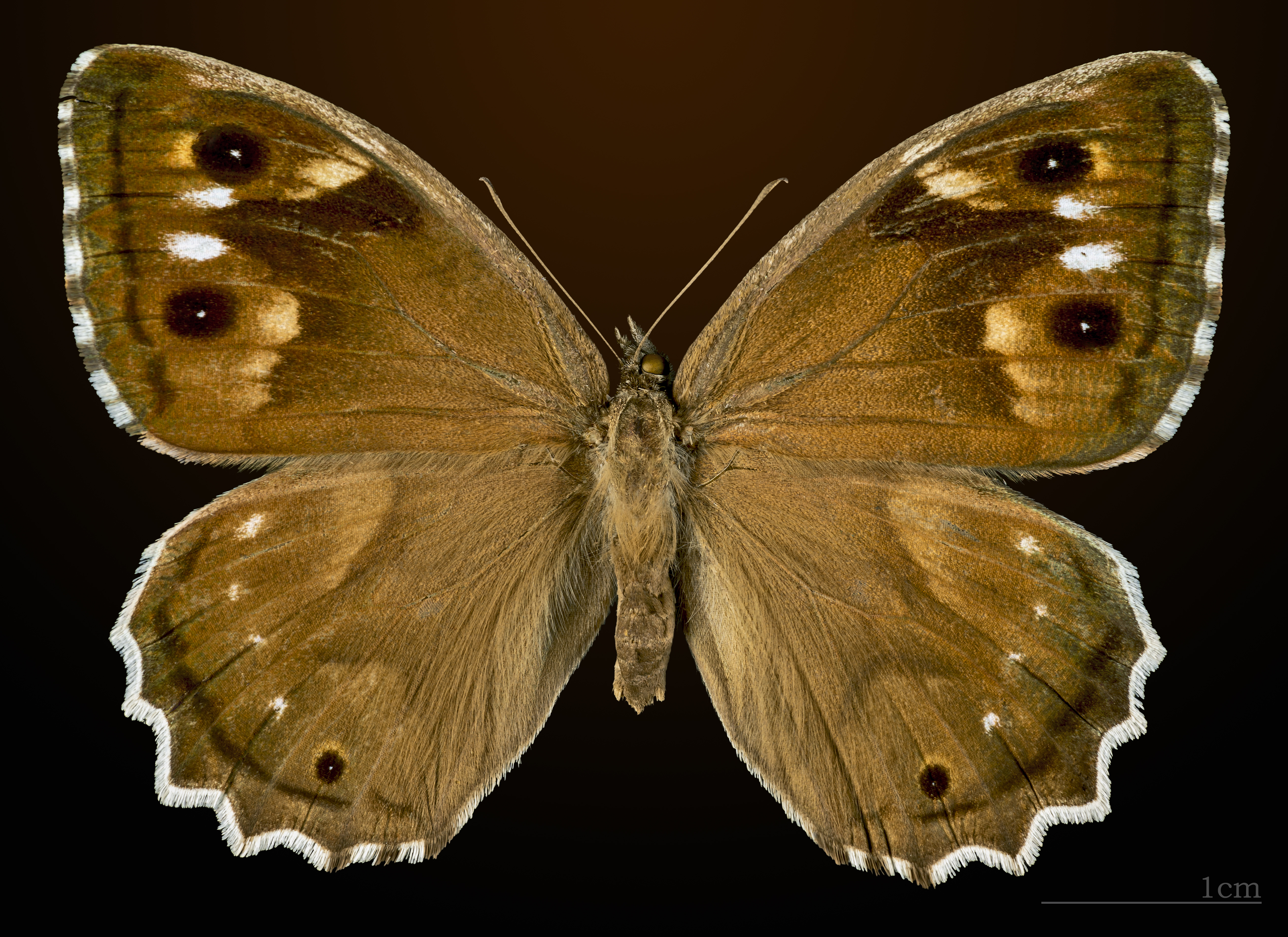
♀
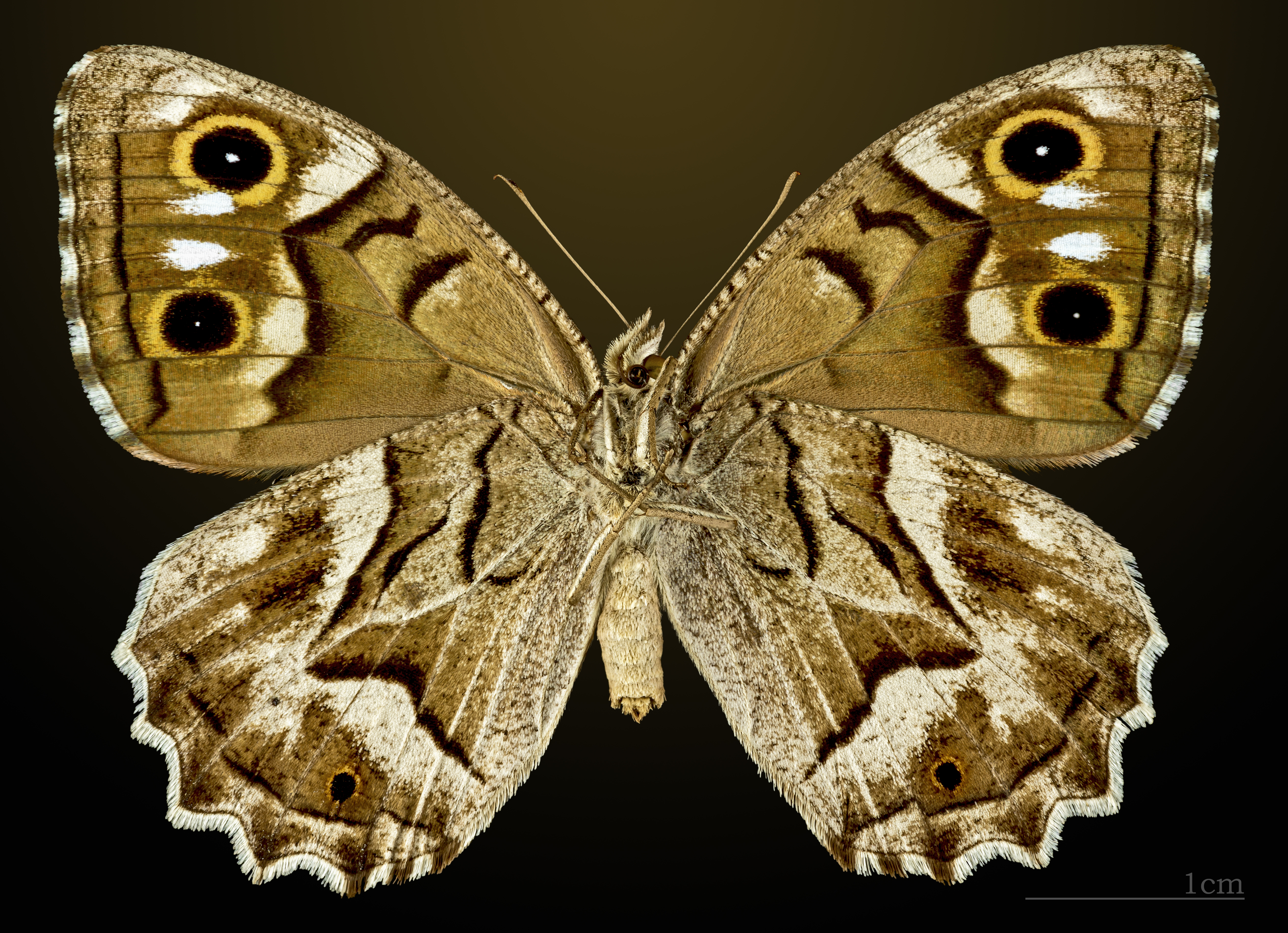
♀ △

## Ареал и местообитание
Обитает на Пиренейском полуострове, на юго-востоке Франции и в приграничных с ней районах Италии, в Северной Африке.
Бабочки этого вида встречаются по сухим солнечным полянам, просеках и опушках на песчаных почвах, на обрывистых каменистых склонах с редкой травянистой растительностью, на пастбищах, среди редколесий и на остепненных скалистых склонах и аридных редколесьях, на полупустынных солончаковых равнинах, на участках степей.

## Биология
Развивается в одном поколении за год. Время лёта в июле-августе. Бабочки часто сидят в растительности на земле, на коре деревьев у основания. Довольно пугливы. Самка откладывает одиночные яйца поштучно на нижнюю сторону сухих стеблей кормовых растений. Зимуют гусеницы младших возрастов. После зимовки гусеница развивается до июня и окукливается в сплетенном коконе в подстилке, в пазухах листьев или в почве на глубине 1—2 см. Кормовые растения гусениц — различные злаки: Brachypodium, Poa (Poa annua, Poa pratensis), Milium multiflorum, Cynodon dactylon, Dactylis glomerata, Lygeum spartum.